# Sanam Re
Sanam Re è un film del 2016 diretto da Divya Khosla Kumar.

## Trama
Akash è un ragazzo che vive da sei anni con la famiglia del nonno,  a cui è molto legato. Lavorano insieme nello studio fotografico e Akash un giorno si innamora di Shruti, ma è trasferito per la scuola superiore e poi via in America per lavoro. Durante un colloquio Akash incontra di nuovo la sua innamorata che però lo rifiuta ; allora il ragazzo incontra una seconda donna che poi si scopre essere una ragazza compagna di giochi di cui Akash era innamorato anni fa.

## Produzione
La produzione del film è iniziata nel dicembre del 2014 a Shimla, tuttavia questo non è stato l'unico luogo in cui si è diretto il film; infatti, Sanam Re è stato registrato a Mumbai, Kalpa, Ladakh, Banff, Jasper e Calgary (Canada).
Gli attori protagonisti sono Pulkit Samrat, Yami Gautam e Urvashi Rautela nei ruoli principali mentre Rishi Kapoor come ruolo fondamentale non protagonista.

## Distribuzione
Il film è stato distribuito il 12 febbraio 2016.

## Colonna sonora
La colonna sonora è stata composta da Raju Singh mentre i testi sono stati scritti da Rashmi Virag, Mithoon, Manoj Muntashir, Manoj Yadav, Ikka Singh e Kumar. Tutti i diritti musicali del film sono stati acquisiti dall'etichetta discografica indiana T-Series.
Il 22 dicembre 2015 è stato pubblicato il primo singolo Sanam Re, cantato da Arijit Singh, mentre il 1 Gennaio 2016 è stato pubblicato il secondo Gazab Ka Hai Yeh Din. Infine, l'album completo è stato pubblicato il 4 gennaio 2016.
Successivamente alla distribuzione dell'album, nel mese di febbraio 2016 sono state pubblicate due altre canzoni, la prima è una versione femminile di Sanam Re cantata da Tulsi Kumar e Mithoon, la seconda è una canzone rap dal titolo Akkad Bakkad.